# Тихоокеанське вогняне коло

Тихоокеанське вогняне коло

Тихоокеа́нський вогня́ний по́яс — пояс активної вулканічної діяльності та землетрусів, розташований навколо басейну Тихого океану. Має форму підкови довжиною близько 40 тис. км та викликаний рухом тектонічних плит, зокрема Тихоокеанської плити, плит Наска та Кокос. Коло містить 452 вулкани, що становить близько 80 % активних та погаслих вулканів світу.
Тихоокеанське вогняне коло (ТВК) виникло від руху і зіткнення тектонічних плит. У східній частині ТВК є результатом субдукції плит Наска та Кокос під Південноамериканську плиту. Північно-східна частина Тихоокеанської плити разом із невеликою плитою Хуан-де-Фука також зазнали субдукції під Північноамериканську плиту. На півночі Тихоокеанська плита зазнає субдукції під Алеутські острови. Далі на захід Тихоокеанська плита зазнає субдукції вздовж Камчатки і прямує до Японії. Південний захід ТВК є тектонічно вельми складним, він утворився від зіткнення дрібних плит із Тихоокеанською плитою і прямує через Маріанські острови, Філіппіни, Бугенвіль, Тонга до Нової Зеландії. Індонезія лежить між ТВК, яке проходить північним сходом островів і включає Нову Гвінею і Альпійський пояс з півдня, і заходом, який прямує Явою, Суматрою, Балі, Флоресом і Тимором. Відомий і дуже активний розлом Сан-Андреас у Каліфорнії є трансформаційним розломом, який є східною частиною Тихоокеанської височини в південно-західній частині Сполучених Штатів і Мексики. Рух розлому породжує численні дрібні землетруси навіть протягом дня, але більшість із них настільки дрібні, що не варті уваги.